# Медаль «Защитнику Отчизны»
Меда́ль «Защи́тнику Отчи́зны» (укр. медаль «Захиснику Вітчизни») — государственная награда Украины, учреждённая Указом Президента Украины № 1299/99 от 8 октября 1999 года, в ознаменование 55-й годовщины освобождения Украины от фашистских захватчиков в Великой Отечественной войне 1941—1945 годов, за проявленные личное мужество и отвагу защитников Отчизны.

## История награды
- 8 октября 1999 года Указом Президента Украины Л. Д. Кучмы № 1299/99 учреждён знак отличия Президента Украины — медаль «Защитнику Отчизны». Тем же Указом были утверждены Положение про знак отличия и описание медали.
- 16 марта 2000 года Верховная Рада Украины приняла Закон «О государственных наградах Украины», которым была установлена государственная награда Украины — медаль «Защитнику Отчизны». Законом было предусмотрено, что его действие распространяется на правоотношения, связанные с награждением лиц, удостоенных знаков отличия Президента Украины. Президенту было рекомендовано привести свои решения в соответствие с принятым Законом.
- 30 января 2015 года Указом Президента Украины П. А. Порошенко утверждено новое положение о медали и её внешний вид. Этим же указом отменён указ Президента от 8 октября 1999 года № 1299/99[1]

## Награждение ветеранов
Указом Президента Украины Л. Д. Кучмы № 1329/99 от 14 октября 1999 года в ознаменование 55-й годовщины освобождения Украины от фашистских захватчиков, за мужество и самоотверженность, проявленные в борьбе с фашизмом в годы Великой Отечественной войны 1941—1945 годов было постановлено наградить знаком отличия Президента Украины — медалью «Защитнику Отчизны»:
- ветеранов войны и лиц, на которых распространяется действие Закона Украины «Про статус ветеранов войны, гарантии их социальной защиты», проживающих на Украине;
- граждан других стран, которые принимали участие в освобождении Украины от фашистских захватчиков.

## Правила награждения до 2015 года
Согласно Положению медалью «Защитнику Отчизны» награждаются:
- ветераны войны
- лица, на которых распространяется действие Закона Украины «О статусе ветеранов войны, гарантии их социальной защиты», проживающие на территории Украины
- граждане других государств, принимавшие участие в освобождении Украины от фашистских захватчиков
- другие граждане Украины за личное мужество и отвагу, проявленные при защите государственных интересов, укрепление обороноспособности и безопасности Украины

Дубликат медали взамен утерянной не выдается. Дубликат может быть выдан в порядке исключения, при условии, если награждённый не смог предотвратить утерю медали. Награждение медалью «Защитнику Отчизны» может быть проведено посмертно.
Вместе с медалью «Защитнику Отчизны» награждённому вручается удостоверение установленного образца.
- Удостоверение к медали «Защитнику Отчизны»
- Внешний вид
- Внутренний вид

## Правила награждения с 2015 года
Указом Президента Украины № 41/2015 утверждено новое положение о медали.
Медалью награждаются:
- ветераны войны, лица, на которых распространяется действие Закона Украины «О статусе ветеранов войны, гарантии их социальной защиты»,
- лица, которые принимали участие в освобождении Украины от фашистских захватчиков,
- другие граждане Украины за проявленные в защите государственных интересов личные мужество и отвагу, укрепление обороноспособности и безопасности Украины.

Медалью могут быть награждены граждане Украины, иностранцы и лица без гражданства. Награждение производится указом Президента Украины.
Награждение может быть проведено посмертно.

## Описание медали до 2015 года
Медаль изготовляется из латуни, имеет форму круга диаметром 32 мм. На лицевой стороне медали изображён щит, меч и полувенок из лавровых и дубовых листьев. На щите — контуры государственной границы Украины и надпись «Україна». В верхней части медали по кругу надпись «Захиснику Вітчизни». Все изображения рельефные. Медаль обрамлена бортиком. На оборотной стороне медали — изображение лавровой ветвей.
Медаль при помощи ушка и кольца соединяется с пятиугольной колодкой, обтянутой синей шёлковой муаровой лентой шириной 24 мм. По середине ленты расположены пять полосок, три чёрные и две оранжевые. Крайние чёрные полоски обрамлены узкими оранжевыми полосками. По краям лента обрамлена узкими жёлтыми полосками.

## Описание медали с 2015 года
Указом Президента Украины № 41/2015 утверждено новое описание медали.
Медаль изготавливается из латуни и имеет форму обрамленного бортиком круга диаметром 32 мм. На лицевой стороне медали в центре изображен щит, наложенный на меч. На щите — контуры государственной границы Украины и надпись «Україна».
В левой верхней части медали — по кругу надпись «Захиснику Вітчизни», в правой нижней части — изображение лавровой и дубовой ветвей.
На оборотной стороне медали в центре — изображение лавровой ветви.
Все изображения и надписи рельефные.
С помощью кольца с ушком медаль соединяется с прямоугольной колодкой (высота — 42 мм, ширина — 28 мм), обтянутой шёлковой, шириной 28 мм, муаровой лентой синего цвета, с двумя продольными полосками жёлтого цвета (по 2 мм каждая) на расстоянии 2 мм от краев и далее — двумя полосками серого цвета (по 5 мм каждая). В нижней части колодки — тонкая металлическая фигурная скобка с закругленным выступлением и отверстием посередине. На обратной стороне колодки — застежка для прикрепления медали к одежде.
Планка медали представляет собой прямоугольную металлическую пластинку, обтянутую лентой, как на колодке медали. Размер планки: высота — 12 мм, ширина − 28 мм.

## Порядок ношения
Медаль «Защитнику Отчизны» носится на левой стороне груди после медали «За безупречную службу» І, ІІ, ІІІ степени.

## Перевод названия награды
На сайте Президента Украины используются разные варианты перевода украинского названия медаль «Захиснику Вітчизни» на русский язык: медаль «Защитнику Отчизны» и медаль «Защитнику Отечества».